# Aplogompha laeta
Aplogompha laeta là một loài bướm đêm trong họ Geometridae.